# از پنجره حمام داخل شد
او از طریق پنجره به حمام آمد" (به انگلیسی: She Came In Through the Bathroom Window) آهنگی از بیتلز با ترانه‌ای از پل مک‌کارتنی (رسماً منتسب به زوج لنون-مک‌کارتنی) بود که سال ۱۹۶۹ در آلبوم ابی رود منتشر شد.